# 109
109 (CIX) var ett normalår som började en måndag i den julianska kalendern.

## Händelser

### Okänt datum
- Plinius d.y. blir legat i Bithynien.
- Den kristna (katolska) kyrkan förklarar sig vara universell.
- Sedan Evaristus har avlidit väljs Alexander I till påve (detta år, 106 eller 107).

## Avlidna
- Evaristus, påve sedan 97, 98, 99, 100 eller 101 (död detta år, 106 eller 107)